# María Fernanda Lauro
María Fernanda Lauro (Resistencia, 2 de diciembre de 1978) es una deportista argentina que compitió en piragüismo en la modalidad de aguas tranquilas. Ganó dos medallas de plata en los Juegos Panamericanos en los años 2003 y 2007.

## Palmarés internacional
| Juegos Panamericanos | Juegos Panamericanos            | Juegos Panamericanos | Juegos Panamericanos |
| Año                  | Lugar                           | Medalla              | Competición          |
| -------------------- | ------------------------------- | -------------------- | -------------------- |
| 2003                 | Santo Domingo (Rep. Dominicana) | Medalla de plata     | K1 500 m             |
| 2007                 | Río de Janeiro (Brasil)         | Medalla de plata     | K1 500 m             |